# Moungi Bawendi
Moungi Gabriel Bawendi (París, 15 de marzo de 1961) es un químico estadounidense, 
con nacionalidad tunecina y francesa. Actualmente es profesor Lester Wolfe en el Instituto Tecnológico de Massachusetts. Bawendi es conocido por sus avances en la producción química de puntos cuánticos de alta calidad. En 2023 recibió el Premio Nobel de Química.

## Trayectoria
Bawendi, nacido en Francia en 1961, es hijo del matemático tunecino M. Salah Baouendi. Bawendi creció en Francia, Túnez y West Lafayette, Indiana. Obtuvo una licenciatura en química de la Universidad de Harvard en 1982, una maestría en química física en 1983 y un doctorado de Karl F. Freed en 1988. en química de la Universidad de Chicago. Como becario postdoctoral, trabajó con Louis Brus en AT&T Bell Laboratories.
Desde 1990 es miembro del personal docente del Instituto Tecnológico de Massachusetts (MIT) en Cambridge, Massachusetts, en 1995 se convirtió en profesor asociado y en 1996 recibió una cátedra titular.  Desarrolló métodos para producir nanocristales semiconductores cuyo tamaño y propiedades pueden definirse con mucha precisión. Su investigación se centra en la síntesis y las propiedades electrónicas y ópticas de los puntos cuánticos, así como en su aplicación en biología, optoelectrónica y nanoelectrónica.
Desde 2020, el grupo mediático Clarivate lo cuenta entre los favoritos al Premio Nobel (Clarivate Citation Laureates) en función del número de menciones que ha recibido. Un artículo suyo, Christopher B. Murray y D. J. Norris ha sido citado más de 13.000 veces (2020). Según Google Scholar, Bawendi tiene un índice h de 178, según la base de datos Scopus, uno de 152 a septiembre de 2022.
El 4 de octubre de 2023 recibió el Premio Nobel de Química junto con Louis Brus y Alexei Yekimow. Sus logros fueron honrados por el descubrimiento y la síntesis de puntos cuánticos. Es el tercer galardonado el Nobel de Química musulmán después de Ahmed Zewail (1999) y Aziz Sancar (2015).